# Nacionalna knjižnica Kine
Nacionalna knjižnica Kine (kin. 中国国家国家) je nacionalna knjižnica Narodne Republike Kine. Nalazi u Pekingu i jedna je od najvećih knjižnica na svijetu. Sadrži više od 41 milijuna svezaka (u prosincu 2020.), kao i najveću zbirku kineske književnosti i povijesnih dokumenata na svijetu. Prostire se na površini od 280 000 četvornih metara. Nacionalna knjižnica javno je dobrotvorna ustanova čiji je pokrovitelj Ministarstvo kulture i turizma NRK. Za javnost je otvorena 27. kolovoza 1912., za vrijeme Republike Kine.
Zbirke Nacionalne knjižnice naslijedile su kraljevske zbirke od dinastije Sung i privatne zbirke od dinastija Ming i Qing. Najstarije zbirke mogu se pratiti do kostiju proročišta Yin ruševina prije više od 3000 godina.
Nacionalna knjižnica velika je istraživačka i javna knjižnica, s predmetima na 123 jezika, u mnogim formatima (tiskanim i digitalnim): knjige, rukopisi, časopisi, novine, časopisi, zvučni i glazbeni zapisi, video zapisi, scenariji za predstave, patenti, baze podataka, zemljovidi, poštanske marke, grafike i crteži. Od prosinca 2020. godine, zbirka sadrži više od 41 milijun svezaka i raste stopom od milijun svezaka godišnje. Ukupna količina digitalnih resursa premašuje 1000 TB i raste stopom od 100 TB godišnje.
Nacionalnu knjižnicu Kine prvobitno je osnovala vlada Qing 1909. kao Carsku pekinšku knjižnicu. Nakon nekoliko promjena naziva i upravnih izmjena, 1999. godine je konačno preimenovana u Nacionalnu knjižnicu Kine. Nacionalna knjižnica sada se sastoji od Južnoga zdanja, Sjevernog zdanja, Dvorane starih knjiga, Dječje dvorane i sedamnaest istraživačkih knjižnica koje su poslane različitim odjelima središnje vlade i Akademije vojnih znanosti Kineske narodnooslobodilačke vojske.

## Galerija
- Izvorne glavne zgrade knjižnice, od 1987. godine Dvorana starih knjiga Nacionalne knjižnice Kine u kojoj se nalaze stare povijesne knjige, dokumenti i rukopisi
- Noćni pogled na Južno zdanje Knjižnice
- Pogled na Sjeverno zdanje Knjižnice
- Sjeverno zdanje Knjižnice iznutra
- Ulaz u Dvoranu starih knjiga
- Sjeverno krilo Knjižnice

## Vanjske poveznice
Mrežna sjedišta
- Službena mrežna stranica (nlc.cn)  Arhivirana inačica izvorne stranice od 14. rujna 2021. (Wayback Machine)

Ostali projekti
|  | Zajednički poslužitelj ima još gradiva o temi Nacionalna knjižnica Kine |